# Zeitschrift für Neues Testament
Die Zeitschrift für Neues Testament (ZNT) ist ein seit 1998 erscheinendes deutschsprachiges Periodikum. Es beschäftigt sich mit theologischen Themen des Neuen Testaments und gegenwärtigen gesellschaftlichen-theologischen Diskussionen.
Die Zeitschrift wird von Susanne Luther, Christian Strecker und Manuel Vogel in Verbindung mit Stefan Alkier, Kristina Dronsch, Ute E. Eisen, Jan Heilmann, Werner Kahl, Matthias Klinghardt, Heidrun E. Mader, David M. Moffitt, Tobias Nicklas, Hanna Roose, Michael Sommer und Angela Standhartinger  herausgegeben. Sie erscheint halbjährlich (April und Oktober) im Narr Francke Attempto Verlag als Printversion und Internetversion. Zudem wird in der Zeitschrift ein Überblick über neuere Bücher und Zeitschriften gegeben.